# Robert Cunningham
Robert Joseph Cunningham (ur. 18 czerwca 1943 w Buffalo, Nowy Jork) – amerykański duchowny katolicki, biskup Syracuse w metropolii Nowy Jork w latach 2009–2019.

## Życiorys
Po ukończeniu seminarium przygotowawczego w rodzinnym mieście wstąpił do wyższego seminarium w East Aurora. 24 maja 1969 otrzymał święcenia kapłańskie z rąk bpa Bernarda McLaughlina. W roku 1974 został prywatnym sekretarzem ordynariusza diecezji Buffalo i kanclerzem. Skierowany na studia na Katolickim Uniwersytecie Ameryki uzyskał licencjat z prawa kanonicznego w 1978. Od roku 1985 kanclerz i wikariusz generalny rodzinnej diecezji.
9 marca 2004 papież Jan Paweł II mianował go ordynariuszem diecezji Ogdensburg. Sakry udzielił mu kardynał Edward Egan. W dniu 21 kwietnia 2009 przeniesiony na biskupstwo Syracuse, urząd objął 26 maja 2009. 21 września 2012 roku został wyznaczony przez papieża Benedykta XVI na administratora apostolskiego wakującej diecezji Rochester (urząd pełnił do 2014).
4 czerwca 2019 przeszedł na emeryturę.